# Lacinius magnus
Lacinius magnus is een hooiwagen uit de familie echte hooiwagens (Phalangiidae).